# Chiesa di San Bernardo di Chiaravalle (Campo)
La chiesa parrocchiale di San Bernardo di Chiaravalle è un edificio religioso che si trova a Svizzera, in Canton Ticino.

## Storia
Eretta nel XIV secolo, nel XVII venne completamente ricostruita e successivamente rimaneggiata nel XVIII secolo. Al XVI secolo risale invece il campanile.

## Descrizione
La chiesa ha una pianta ad unica navata ricoperta da un soffitto a cassettoni in legno. Il coro, ingrandito nel 1748, è invece dotato di volta a botte lunettata. L'interno è ornato con affreschi eseguiti fra il 1731 ed il 1748, opera di Giuseppe Mattia Borgnis.